# Saskia Viersen
Saskia Viersen is een Nederlands violiste. Ze is de zuster van de celliste Quirine Viersen en dochter van Yke Viersen, cellist in het Koninklijk Concertgebouworkest en celliste Lieke Viersen.

## Opleiding
Viersen studeerde aan het Sweelinck Conservatorium in Amsterdam bij onder anderen Herman Krebbers. Daarna studeerde de verder aan de Hochschule der Künste in Berlijn, aanvankelijk bij Thomas Zehetmair en daarna bij Thomas Brandis. Ze studeerde er af in 1996 met het Konzertexamen. 

## Activiteiten
Viersen was soliste bij onder andere het Concertgebouw Kamerorkest, het Nederlands Philharmonisch Orkest en de Berliner Symphoniker. Ze speelde in de meeste landen van Europa, in Zuid-Amerika en in Azië. Ze maakte opnamen voor radio en cd's (onder andere Sony Classical).
Ze is eerste violiste van het Athena Quartett dat ze in 1999 medeoprichtte. Met dit strijkkwartet studeerde ze aan de Hochschüle für Musik in Keulen bij het Alban Berg Quartett en volgde ze masterclasses bij Ferenc Rádos, Gabor Takácz, György Kurtág, Heime Müller ven het Artemis Quartett, Tabea Zimmermann en Pieter Wispelwey en werkte ze samen met musici als Thomas Kakuska en Diemut Poppen. In 2001 won ze met het kwartet op het Internationale Concours de Genève en in 2002 het Internationale Joseph Joachim Kammermusik Concours in Weimar. Het kwartet maakte cd's met werken van de jazz-saxofoniste Sandra Weckert speciaal geschreven voor het Athena Quartett, en een cd geproduceerd door de Südwestdeutscher Rundfunk (SWR) met werken van Felix Mendelssohn, Sergej Prokofjev en György Kurtág. Het Athena Quartett speelde in Nederland (onder andere het Concertgebouw in Amsterdam), Engeland, Duitsland, Italië en Frankrijk (onder andere het festival in Aix-en-Provence).
Vanaf 2009 was Viersen plaatsvervangend concertmeester bij Holland Symfonia. Vanaf 2011 vervult zij dezelfde functie bij het Nederlands Philharmonisch Orkest.

## Prijzen en onderscheidingen
Viersen was winnares op onder meer het Nationaal Vioolconcours Oskar Back, het Gyarfas Concours in Berlijn en het Lipinsky-Wieniawski Concours in Polen.
- Gemeinsame Normdatei: 134814711
- International Standard Name Identifier: 0000 0000 5817 1508
- Nederlandse Thesaurus van Auteursnamen: 13482167X
- Virtual International Authority File: 79796048
- WorldCat: E39PBJtrWR3gW6bmgxmRbpFqcP